# Discografia de Alan Walker
A discografia do DJ e produtor norueguês Alan Walker consiste em um álbum de estúdio, dois extended play, dezoito singles, dezoito remixes e vinte e um videoclipes.

## Álbuns de estúdio
| Título          | Detalhe do álbum                                                                       |
| --------------- | -------------------------------------------------------------------------------------- |
| Different World | - Lançamento: 14 de dezembro de 2018 - Gravadora: MER - Formatos: CD, digital download |

## Extended plays
| Título           | Detalhes |
| ---------------- | --- |
| Alan Walker Hits | - Lançamento: o 8 de dezembro de 2017 (Japão) - Gravadora: Sony, MER - Formatos: download digital                      |
| Faded Japan EP   | - Lançamento: 25 de abril de 2018 (Japan) - Gravadora: Sony Music Japan International - Formatos: CD, download digital |

## Singles

### Como artista principal
| Título                                                                                        | Ano  | Posições em paradas musicais | Posições em paradas musicais | Posições em paradas musicais | Posições em paradas musicais | Posições em paradas musicais | Posições em paradas musicais | Posições em paradas musicais | Posições em paradas musicais | Posições em paradas musicais | Posições em paradas musicais | Certificações | Álbum                     |
| Título                                                                                        | Ano  | AUS                          | AUT                          | BEL                          | FRA                          | GER                          | NLD                          | SWE                          | SWI                          | UK                           | US                           | Certificações | Álbum                     |
| --------------------------------------------------------------------------------------------- | ---- | ---------------------------- | ---------------------------- | ---------------------------- | ---------------------------- | ---------------------------- | ---------------------------- | ---------------------------- | ---------------------------- | ---------------------------- | ---------------------------- | --- | ------------------------- |
| "Faded"                                                                                       | 2015 | 2                            | 1                            | 2                            | 1                            | 1                            | 2                            | 1                            | 1                            | 7                            | 80                           | - IFPI NOR: 11× platina - ARIA: 6× platina - BPI: 2× platina - BVMI: diamante - MC: 5× platina - GLF: 13× platina - RIAA: 2× platina - SNEP: ouro | Different World           |
| "Sing Me to Sleep"                                                                            | 2016 | —                            | 4                            | —                            | 51                           | 10                           | —                            | 9                            | 14                           | 95                           | —                            | - IFPI NOR: 6× platina - ARIA: ouro - BVMI: platina - GLF: 3× platina - MC: ouro                                                                  | Different World           |
| "Alone"                                                                                       | 2016 | —                            | 1                            | 40                           | 89                           | 4                            | 53                           | 2                            | 2                            | —                            | —                            | - IFPI NOR: 4× platina - ARIA: ouro - BVMI: platina - GLF: 3× platina - MC: ouro - SNEP: ouro                                                     | Different World           |
| "Tired" (featuring Gavin James)                                                               | 2017 | —                            | 35                           | —                            | —                            | 66                           | —                            | 21                           | 64                           | —                            | —                            | - IFPI NOR: 2× platina - GLF: 2× platina - MC: ouro                                                                                               | Single sem álbum          |
| "The Spectre"                                                                                 | 2017 | —                            | 14                           | —                            | —                            | 50                           | —                            | 22                           | 13                           | —                            | —                            | | Single sem álbum          |
| "All Falls Down" (featuring Noah Cyrus and Digital Farm Animals)                              | 2017 | —                            | 29                           | 47                           | 139                          | 75                           | 20                           | 4                            | 29                           | 87                           | —                            | - ARIA: ouro - GLF: platina - MC: platina | Different World           |
| "Darkside" (featuring Au/Ra and Tomine Harket)                                                | 2018 | —                            | 63                           | 8                            | —                            | 97                           | 32                           | 10                           | 39                           | —                            | —                            | - MC: ouro | Different World           |
| "Diamond Heart" (featuring Sophia Somajo)                                                     | 2018 | —                            | 56                           | 29                           | —                            | 89                           | 27                           | 11                           | 12                           | —                            | —                            | | Different World           |
| "Different World" (featuring Sofia Carson, K-391 and CORSAK)                                  | 2018 | —                            | —                            | —                            | —                            | —                            | —                            | —                            | 73                           | —                            | —                            | | Different World           |
| "On My Way" (featuring Sabrina Carpenter and Farruko)                                         | 2019 | —                            | —                            | —                            | —                            | 85                           | —                            | 30                           | 34                           | —                            | —                            | | Single sem álbum          |
| "Live Fast" (with A$AP Rocky)                                                                 | —    | —                            | —                            | —                            | —                            | —                            | —                            | —                            | —                            | —                            | —                            | | Single sem álbum          |
| "Play" (with K-391, Tungevaag and Mangoo)                                                     | —    | —                            | —                            | —                            | —                            | —                            | —                            | —                            | —                            | —                            | —                            | | Single sem álbum          |
| "Ghost" (with Au/Ra)                                                                          | —    | —                            | —                            | —                            | —                            | —                            | —                            | —                            | —                            | —                            | —                            | | Death Stranding: Timefall |
| "Avem (The Aviation Theme)"                                                                   | —    | —                            | —                            | —                            | —                            | —                            | —                            | —                            | —                            | —                            | —                            | | Single sem álbum          |
| "Alone, Pt. II" (with Ava Max)                                                                | 4    | —                            | 45                           | 68                           | 47                           | —                            | 15                           | 25                           | —                            | —                            |                              | | Single sem álbum          |
| "End of Time" (with K-391 and Ahrix)                                                          | 2020 | 4                            | —                            | —                            | —                            | —                            | —                            | —                            | 60                           | —                            | —                            | | Single sem álbum          |
| "Heading Home" (with Ruben)                                                                   | 2020 | 15                           | —                            | —                            | —                            | —                            | —                            | —                            | 53                           | —                            | —                            | | Single sem álbum          |
| "—" indica que a gravação não foi incluída nas paradas ou não foi distribuída naquela região. |      |                              |                              |                              |                              |                              |                              |                              |                              |                              |                              | |                           |

### Como artista convidado
| "Back to Beautiful" (Sofia Carson featuring Alan Walker)                                      | 2017 | — | — | —  | Single sem álbum |
| "Ignite" (K-391 featuring Alan Walker, Julie Bergan and Seungri)                              | 2018 | 1 | 5 | 13 | Single sem álbum |
| "—" indica que a gravação não foi incluída nas paradas ou não foi distribuída naquela região. |      |   |   |    |                  |

## Outras canções
| Título                                                  | Ano  | Posições em paradas musicais | Posições em paradas musicais | Posições em paradas musicais | Posições em paradas musicais | Álbum                                          |
| Título                                                  | Ano  | NOR                          | SWE Heat.                    | SWI                          | US Elec.                     | Álbum                                          |
| ------------------------------------------------------- | ---- | ---------------------------- | ---------------------------- | ---------------------------- | ---------------------------- | ---------------------------------------------- |
| "Sky" (with Alex Skrindo)                               | 2017 | —                            | —                            | —                            | —                            | Insomniac Records Presents: EDC Las Vegas 2017 |
| "Lost Control" (featuring Sorana)                       | 2018 | 14                           | 1                            | 21                           | 28                           | Different World                                |
| "Lily" (with K-391 and Emelie Hollow)                   | 2018 | —                            | —                            | —                            | 12                           | Different World                                |
| "Lonely" (with Steve Aoki featuring Isák and Omar Noir) | 2018 | 31                           | —                            | —                            | —                            | Different World                                |
| "Unity" (with Walkers)                                  | 2019 | —                            | —                            | —                            | —                            | Single sem álbum                               |

## Remixes

### Lançamentos da gravadora
| Título                                                                                        | Artista original                                           | Ano  | Posições em paradas musicais | Posições em paradas musicais | Posições em paradas musicais | Álbum                           |
| Título                                                                                        | Artista original                                           | Ano  | NEM                          | FRA                          | SWE                          | Álbum                           |
| --------------------------------------------------------------------------------------------- | ---------------------------------------------------------- | ---- | ---------------------------- | ---------------------------- | ---------------------------- | ------------------------------- |
| "Air" (Alan Walker Remix)                                                                     | LarsM (featuring Mona Moua)                                | 2014 | —                            | —                            | —                            | Single sem álbum                |
| "Millionaire" (Alan Walker Remix)                                                             | Cash Cash and Digital Farm Animals (featuring Nelly)       | 2016 | 19                           | —                            | —                            | Single sem álbum                |
| "Move Your Body" (Alan Walker Remix)                                                          | Sia                                                        | 2016 | 3                            | 154                          | 68                           | This Is Acting (Deluxe Edition) |
| "After the Afterparty" (Alan Walker Remix)                                                    | Charli XCX (featuring Lil Yachty)                          | 2017 | —                            | —                            | —                            | Non-album singles               |
| "Back to Beautiful" (Alan Walker Remix)                                                       | Sofia Carson                                               | 2017 | —                            | —                            | —                            | Non-album singles               |
| "That's What I Like" (Alan Walker Remix)                                                      | Bruno Mars                                                 | 2017 | —                            | —                            | —                            | Non-album singles               |
| "Issues" (Alan Walker Remix)                                                                  | Julia Michaels                                             | 2017 | —                            | —                            | —                            | Non-album singles               |
| "Malibu" (Alan Walker Remix)                                                                  | Miley Cyrus                                                | 2017 | —                            | —                            | —                            | Non-album singles               |
| "Tired" (Alan Walker Remix)                                                                   | Alan Walker (featuring Gavin James)                        | 2017 | —                            | —                            | —                            | Non-album singles               |
| "Legends Never Die" (Alan Walker Remix)                                                       | League of Legends (featuring Against the Current and Mako) | 2017 | —                            | —                            | —                            | Non-album singles               |
| "Lonely Together" (Alan Walker Remix)                                                         | Avicii (featuring Rita Ora)                                | 2017 | —                            | —                            | —                            | Non-album singles               |
| "Strongest" (Alan Walker Remix)                                                               | Ina Wroldsen                                               | 2017 | ―                            | ―                            | ―                            | Non-album singles               |
| "Again" (Alan Walker Remix)                                                                   | Noah Cyrus (featuring XXXTentacion)                        | 2017 | ―                            | ―                            | ―                            | Non-album singles               |
| "Stranger Things" (Alan Walker Remix)                                                         | Kygo (featuring OneRepublic)                               | 2018 | ―                            | ―                            | ―                            | Kids in Love (Remixes)          |
| "All Night" (Alan Walker Remix)                                                               | Steve Aoki and Lauren Jauregui                             | 2018 | ―                            | ―                            | ―                            | Single sem álbum                |
| "This Is Me" (Alan Walker Relift)                                                             | Keala Settle and The Greatest Showman Ensemble             | 2018 | ―                            | ―                            | ―                            | Single sem álbum                |
| "Sheep" (Alan Walker Relift)                                                                  | Lay                                                        | 2018 | ―                            | ―                            | ―                            | Single sem álbum                |
| "Calma" (Alan Walker Remix)                                                                   | Pedro Capó and Farruko                                     | 2019 | ―                            | ―                            | ―                            | Single sem álbum                |
| "—" indica que a gravação não foi incluída nas paradas ou não foi distribuída naquela região. |                                                            |      |                              |                              |                              |                                 |

### Remixes publicados
| Título                                     | Artista original                      | Ano  | Plataforma         |
| ------------------------------------------ | ------------------------------------- | ---- | ------------------ |
|                                            |                                       |      |                    |
| Creditado como DJ Walkzz                   |                                       |      |                    |
| "Glimpse of Heaven" (DJ Walkzz Remix)      | DJ Harmonics                          | 2012 | YouTube            |
| "New Hunter" (DJ Walkzz Remix)             | DJ Ness                               | 2012 | YouTube            |
| "Dota" (DJ Walkzz Remix)                   | Basshunter                            | 2012 | YouTube            |
| "Level One" (DJ Walkzz Remix)              | Boosterz Inc                          | 2012 | YouTube            |
| "Perry 2013" (DJ Walkzz Remake)            | Baby T                                | 2013 | YouTube            |
| "The Final Countdown" (DJ Walkzz Remix)    | Europe                                | 2013 | YouTube            |
|                                            |                                       |      |                    |
| Creditado como Alan Walker                 |                                       |      |                    |
| "A World of Peace" (Alan Walker Remix)     | Jacoo                                 | 2014 | SoundCloud         |
| "Rays of Light" (Alan Walker Remix)        | Broiler                               | 2015 | YouTube SoundCloud |
| "Shelter" (Alan Walker Remix)              | Dash Berlin (featuring Roxanne Emery) | 2015 | SoundCloud         |
| "Hymn for the Weekend" (Alan Walker Remix) | Coldplay                              | 2016 | YouTube            |

## Créditos de produção
| Título | Cliente       | Ano                         |
| --- | ------------- | --------------------------- |
| |               |                             |
| Creditado como Walkzz |               |                             |
| "The Young Geralds 2016" | Bergensrussen | 2015                        |
| "24 Karat 2016" | Røykenrussen  | 2016                        |
| |               |                             |
| Creditado como DJ Walkzz |               |                             |
| "Kjuagutt 2016" (with DJ Ness) | Bergensrussen | 2016                        |
| |               |                             |
| Creditado como Alan Walker |               |                             |
| "Golden Gate 2016" (Marvin Divine) with uncredited Alan Walker "Golden Gate" (Russ Collective featuring Alan Walker and Marvin Divine) | Larviksrussen | Publicado 2015 Lançado 2017 |

## Videoclipes
| Título                                                                         | Ano  | Diretores                                            |
| ------------------------------------------------------------------------------ | ---- | ---------------------------------------------------- |
| "Faded"                                                                        | 2015 | Rikkard Häggbom Tobias Häggbom                       |
| "Faded" (Restrung)                                                             | 2016 | Rikkard Häggbom Tobias Häggbom                       |
| "Sing Me to Sleep"                                                             | 2016 | Rikkard Häggbom Tobias Häggbom                       |
| "Alone"                                                                        | 2016 | Rikkard Häggbom Tobias Häggbom                       |
| "Ignite" (Instrumental)                                                        | 2017 | Alexander Gustavson                                  |
| "Tired"                                                                        | 2017 | Alexander Halvorsen                                  |
| "The Spectre"                                                                  | 2017 | Alexander Zarate Frez Audun Notevarp                 |
| "All Falls Down"                                                               | 2017 | Kristian Berg                                        |
| "Ignite"                                                                       | 2018 | Alexander Zarate Frez                                |
| "Darkside"                                                                     | 2018 | Kristian Berg                                        |
| "Diamond Heart"                                                                | 2018 | Kristian Berg                                        |
| "On My Way"                                                                    | 2019 | Kristian Berg                                        |
| "Are You Lonely"                                                               | 2019 | Jarand Herdal Kristian Berg Erik Ferguson            |
| "On My Way (Alternate M/V)"                                                    | 2019 | Alexander Zarate Frez Frederic Esnault Jarand Herdal |
| "Play" (Alan Walker's Video) "Play" (K-391's Video) "Play" (Tungevaag's Video) | 2019 | Jarand Herdal                                        |
| "Alone, Pt. II"                                                                | 2019 | Kristian Berg                                        |
| "Alone, Pt. II" (Live at Château de Fontainebleau)                             | 2020 | Kristian Berg                                        |
| "Heading Home"                                                                 | 2020 | Kristian Berg                                        |
| "Heading Home" (Live at Château de Fontainebleau)                              | 2020 | Kristian Berg                                        |
| "Time" (Official Remix)                                                        | 2020 | Kristian Berg                                        |

| Título     | Ano  | Artista    |
| ---------- | ---- | ---------- |
| "Momentum" | 2017 | Don Diablo |